# C. Genersich & Orendi
C. Genersich & Orendi war ein Teppichhandelsunternehmen in Wien zu Zeiten der Monarchie. Es befand sich am Lugeck 2 im 1. Wiener Bezirk Innere Stadt.

## Geschichte

Das Teppichhaus Orendi befand sich im „Regensburger Hof“ (1906)

Werbung vom Teppichhaus Orendi (1903)

Das Unternehmen wurde 1857 von den Herren Genersich und dem kaiserlichen Rat Eduard Orendi († 9. Jänner 1915) gegründet und von letzterem nach dem Tod Genersichs 1876 allein weitergeführt. 1891 waren die Söhne Julius und Ladislaus Orendi in der Firma, für welche sie zeichneten, führend mittätig. Bis 1891 wurde ausschließlich der Großhandel betrieben. Da die hohen Zölle den Verkauf aus dem Orient importierter Teppiche erschwerten, ging Orendi zunehmend in den Einzelhandel und bezog zunehmend Produkte aus der mittlerweile sehr aktiven österreichischen Teppichindustrie, wobei der Großhandel für Kunden wie Hotels und Institutionen weiter beibehalten wurde.
C. Genersich & Orendi hatte neben dem gehobenen Bürgertum und den Adel den Kaiser als Kunden. Auf Grund der Qualität der Produkte und der Dienste wurde es 1892 zum k.u.k. Hof- und Kammerlieferanten ernannt.
Eine Hauptspezialität der Firma waren die aus der Maffersdorfer Firma I. Ginzkey stammenden handgeknüpften Teppiche. Diese waren durch das Haus Orendi populär geworden und hatten sich auf dem Weltmarkt etabliert. Ein Großteil der Maffersdorfer Erzeugnisse ging nach Paris und London, wo sie unter dem Namen Bohemian carpets vielerorts zu finden waren. Die österreichische Teppichindustrie ersetzte zunehmend Smyrnateppiche, deren Qualität und Ausführung sie erreichte. Die Teppiche waren für ihre Zeit in einem modernen Stil gefertigt und passten sich in Farbe an und übertrafen sie sogar in mancher Beziehung.
Das Unternehmen befand sich bis 1897 in dem alten Regensburger Hof und übersiedelte nachher in den an seiner Stelle ausgeführten Neubau, wo es sich vom Souterrain über Parterre und zwei Stockwerke erstreckte. Das gediegene Geschäft war repräsentativ ausgestattet.
Im Souterrain war die billigere Ware untergebracht, die allwöchentlich an dem nach Pariser Muster eingeführten jour de vente zahlreiche Käufer anlockte. Im ersten Stock war die Abteilung für Maffersdorfer Teppiche und für Teppiche jeder Art. Den Einkauf der orientalischen Teppiche besorgte Julius Orendi auf ausgedehnten Reisen im Orient, wo er stets nach neuen Produktionsstätten suchte. Im zweiten Stock fand man Laufteppiche in jeder Preislage, Möbelstoffe, Tisch- und Bettdecken, Portieren usw.
Daneben bestand eine Abteilung für antike orientalische Teppiche, die mindestens 100 Jahre alt waren. Hier lagerten zum Beispiel gold- und seidegewirkte Teppiche, die eigentlich nicht für den Handel, sondern für den Direktverkauf gefertigt wurden, wie zum Beispiel seidene Knüpfteppiche, die nach antiken Teppichen kopiert wurden. Ein Schaustück um 1900 war ein antiker Seidenteppich in der Größe von 3 × 3,55 Meter, der über 8,25 Millionen Knüpfknoten enthielt und nach angestellter Rechnung die 27-jährige Arbeit von zwei geübten Teppichknüpferinnen darstellte.
Julius Orendi schrieb mehrere Standardwerke wie das 1909 erstmals erschienene „Handbuch der orientalischen Teppichkunde“, das bis ins 21. Jahrhundert nachgedruckt wird.